# June Almeida
June Dalziel Almeida, född 5 oktober 1930 i Glasgow, död 1 december 2007 i Bexhill, var en skotsk virolog och pionjär inom identifikation och diagnos av virus. Hennes kunskaper inom elektronmikroskopi gav henne ett internationellt anseende.
År 1964 rekryterades Almeida till St Thomas's Hospital Medical School i London. År 1967 avlade hon doktorsexamen samtidigt som hon jobbade i Kanada vid Torontos Ontario Cancer Institute och senare i London vid St Thomas. Hon fortsatte senare sin forskning vid Royal Postgraduate Medical School som sedan blev en del av Imperial College School of Medicine.
Hon lyckades identifiera virus som tidigare var okända, bland annat år 1966 en grupp virus som senare namngavs coronavirus. Hennes innovationer och insikter inom elektronmikroskopi bidrog till forskning som var relaterad till diagnostisering av bland annat hepatit B, HIV och röda hund. Hennes forskning ingår fortfarande i lärotexter om virologi, årtionden efter att hon lade fram den.